# Io che non vivo (senza te)
Io che non vivo (senza te) è un brano musicale di Pino Donaggio con testo di Vito Pallavicini. La canzone ebbe grande successo in Italia, dove raggiunse il primo posto nella hit parade, rimanendovi per tre settimane ma anche nel resto del mondo vendendo oltre 80 milioni di copie.

## Il brano

### Storia
Donaggio presentò la sua canzone al Festival di Sanremo 1965, in gara insieme alla cantante folk statunitense Jody Miller.
Alla manifestazione canora aveva partecipato anche la britannica Dusty Springfield, fresca di espulsione dal Sudafrica per aver tenuto un concerto con una platea mista di bianchi e neri, che si trovava in mezzo al pubblico quando il cantante veneziano e Jody Miller eseguirono il brano. Nonostante non avesse idea di cosa dicessero le parole, Springfield ne rimase profondamente colpita. La donna si procurò allora una registrazione della canzone di Donaggio e lasciò trascorrere un anno prima di perseguire attivamente l'idea di registrare una sua versione in inglese.
Il 9 marzo 1966, Springfield aveva una traccia strumentale della composizione di Donaggio registrata negli studi della Philips di Marble Arch a Londra. Fra i musicisti che avevano partecipato alla sessione di registrazione c'erano il chitarrista Big Jim Sullivan e il batterista Bobby Graham.
Ora a Springfield mancava solo un testo in inglese per poter registrare il suo brano: fu la sua collaboratrice Vicki Wickham a scrivere il testo inglese, con il suo amico Simon Napier-Bell, che era il manager degli Yardbirds. Così nacque You Don't Have to Say You Love Me che, oltre a Springfield, anche la stessa Miller portò al successo.

### 45 giri
Dopo il Festival escono i singoli, contenenti il brano in due versioni: il disco di Donaggio (pubblicato dalla Columbia) aveva come lato B Il mondo di notte, mentre quello di Miller (pubblicato dalla Capitol) presentava, sempre come retro, Che cosa farai di questo mio amore).

## Cover
- 1965 Guido Relly e la sua Orchestra in Successi '65 (Arc, SA 5)
- 1965 Los Catinos in spagnolo dal titolo Yo que no vivo sin ti (Vergara, 256-XC), inserita nell'album Canciones románticas del 1991 (Perfil, LP-33421)
- 1966 Brenda Lee in Coming On Strong
- 1966 Cher in Chér
- 1966 Dusty Springfield in Love Songs
- 1966 Carla Thomas in Carla (Stax Records, USA)
- 1969 Tony Dallara, album Tony Dallara (Seven Seas, SR-311), pubblicato in Giappone
- 1970 Elvis Presley in inglese con il titolo You Don't Have to Say You Love Me  nell'album dal vivo That's the Way It Is
- 1983 Wall Street Crash cantano in inglese e italiano  You Don't Have to Say You Love Me come la sigla di chiusura della trasmissione Attenti a noi due della Fininvest
- 1980 Luciano Virgili in Tornerai (Ri-Fi, RPO/ST 72032)
- 1985 Ro.Bo.T. in Le più belle canzoni di Sanremo
- 1987 Luis Miguel in Soy como quiero ser
- 1992 Ricchi e Poveri in Allegro italiano
- 1995 Letizia Mongelli, vocalist per Alessia Mancini, in Non è la Rai gran finale
- 2006 Patrizio Buanne in Forever Begins Tonight
- 2006 Claudio Baglioni in Quelli degli altri tutti qui
- 2010 Francesco Renga in Orchestra e Voce (Universal)
- 2012 Morgan in Italian Songbook Volume 2 (Columbia)
- 2014 Gianna Nannini nell’album di cover Hitalia.
- 2014 Chiara Civello feat. Gilberto Gil in Canzoni (Chiara Civello)
- 2016 Fausto Leali feat. Massimo Ranieri in Non solo Leali (Universal Music Group, 0602557208078)
- 2021 Bruno Panuzzo in Nautilus (Woods - CDX978884801134)
- 2022 Jack Savoretti in Europiana Encore - Italian Edition (EMI – EMIVDLX 2043)

## Riferimenti in altri media
La canzone fu inserita nella colonna sonora del film di Luchino Visconti Vaghe stelle dell'Orsa...